# Salam alejkum
Salam alejkum (arab. ‏ٱلسَّلَامُ عَلَيْكُمْ‎, As-Salāmu ʿAlaykum) – powitanie muzułmańskie, znaczące dosłownie „pokój z wami”. Odpowiada się na nie „wa `alejkum salam”, co oznacza „i z wami (niech również będzie) pokój”.
Najbardziej rozwiniętym powitaniem muzułmańskim jest powitanie w postaci: „as-salāmu ʿalaykum wa raḥmatullāhi wa barakātuh” (ٱلسَّلَامُ عَلَيْكُمْ وَرَحْمَةُ ٱللَّٰهِ وَبَرَكَاتُهُ), czyli: „pokój niech będzie z wami i łaska, i błogosławieństwo Allaha”. Odpowiedzią jest wtedy: „i z wami pokój i łaska i błogosławieństwo Allaha” – „wa ʿalaykumu s-salām wa raḥmatullāhi wa barakātuh” (وَعَلَيْكُمُ ٱلسَّلَامُ وَرَحْمَةُ ٱللَّٰهِ وَبَرَكَاتُهُ).
As-Salam jest również jednym z 99 imion Allaha, dlatego zabronione jest używanie tego pozdrowienia podczas wykonywania czynności nieczystych (np. w ubikacji).

## Odmiana
- As-salāmu ʿalayk(a) (ٱلسَّلَامُ عَلَيْكَ) – Pokój niech będzie z (męski, pojedynczy)
- As-salāmu ʿalayk(i) (ٱلسَّلَامُ عَلَيْكِ) – Pokój niech będzie z (żeński, pojedynczy)
- As-salāmu ʿalaykumā (ٱلسَّلَامُ عَلَيْكُمَا) – Pokój niech będzie z (do dwóch osób różnej płci)
- As-salāmu ʿalaykum (ٱلسَّلَامُ عَلَيْكُم) – Pokój niech będzie z (do grupy trzech i więcej osób, gdzie co najmniej jedna jest mężczyzną; bądź tytułując premiera, prezydenta, króla)
- As-salāmu ʿalaykunn(a) (ٱلسَّلَامُ عَلَيْكُنَّ) – Pokój niech będzie z (żeński, mnogi – do trzech lub więcej kobiet)